# Baphia abyssinica
Baphia abyssinica là một loài rau đậu thuộc họ Fabaceae.
Loài này có ở Ethiopia và Sudan.
Chúng hiện đang bị đe dọa vì mất môi trường sống.